# دي فالوم
 دي فالوم  (بالهولندية: De Valom)‏ هي قرية ببلدية دانتوماديل بمقاطعة فرايزلاند، هولندا.